# Звичайна людина (фільм, 1956)
«Звичайна людина» — радянський чорно-білий художній фільм режисера Олександра Столбова, знятий за однойменною п'єсою Леоніда Леонова на кіностудії «Мосфільм» в 1956 році. Прем'єра на кіноекранах відбулася 8 березня 1957 року.

## Сюжет
Відомий співак Ладигін, який здобув успіх і славу, живе в просторій квартирі, обставленій картинами, предметами розкоші. Раптово до Ладигіна приїжджає старий фронтовий друг — великий учений Свєколкін. Зрозумівши, що для Ладигіна чини і звання дорожче людських якостей, Свєколкін каже приятелеві, що працює простим касиром. Це призводить до ряду непорозумінь і комічних ситуацій…

## У ролях
- Василь Меркур'єв — Ладигін Дмитро Романович
- Ірина Скобцева — Кіра
- Георгій Куликов — Олексій Ладигін
- Євгенія Козирєва — Віра Артемівна
- Серафима Бірман — Констанція Львівна
- Петро Константинов — Павло Свєколкін
- Роза Макагонова — Аннушка Свєколкіна
- Олександра Панова — Параша
- Валентина Бєляєва —  асистентка
- Іван Бичков —  майстер, який вішає картину
- Ірина Коваленко — епізод
- Володимир Марута —  академік Полін
- Михайло Трояновський —  дід-сусід
- Микола Чистяков —  старий
- Гурген Тонунц —  глядач в театрі

## Знімальний група
- Сценарій:  Леонід Леонов,  Михайло Ромм
- Постановка:  Олександр Столбов
- Оператори:  Костянтин Бровін,  Вадим Юсов
- Художники:  Микола Маркін, Совєт Агоян
- Режисер:  Аїда Манасарова
- Композитор:  Борис Чайковський
- Звукооператор:  В'ячеслав Лещов
- Редактор:  Валерій Карен
- Монтаж: М. Ренкова
- Костюми: Л. Душин
- Грим: А. Патеновська
- Директор картини: В. Канторович
- Творча майстерня Михайла Ромма
- Оркестр Головного управління по виробництву фільмів: Диригент —  Арнольд Ройтман